# Töcksmarks distrikt
Töcksmarks distrikt är ett distrikt i Årjängs kommun och Värmlands län. Distriktet ligger omkring Töcksfors i västra Värmland och gränsar till Norge.

## Tidigare administrativ tillhörighet
Distriktet inrättades 2016 och utgörs av Töcksmarks socken i Årjängs kommun.
Området motsvarar den omfattning Töcksmarks församling hade vid årsskiftet 1999/2000.

## Tätorter och småorter
I Töcksmarks distrikt finns en tätort och fyra småorter.

### Tätorter
- Töcksfors

### Småorter
- Elovsbyn
- Hån
- Prästnäset
- Stenbyn